# لطیف کراودر داس سنتز
لطیف کراودر داس سنتز (به انگلیسی: Lateef Crowder Dos Santos) (زاده ۲۳ نوامبر سال ۱۹۷۷ در برزیل) یک هنرپیشه، بدلکار و رزمی کار برزیلی-آمریکایی است. وی در رشته رزمی کاپوئرا مهارت دارد و از ۶ سالگی شروع به آموزش در هنرهای رزمی کرد معمولاً در فیلم‌های رزمی نیز به عنوان یک رزمی‌کار حرفه‌ای نقش آفرینی می‌کند.